# Harriët Stroet
Harriëtte (Harriët) Wilhelmina Franciska Stroet (Haarlem, 5 oktober 1966) is een Nederlands actrice. Ze speelde in diverse films en series, waaronder Gameboy, Divorce en Goede tijden, slechte tijden.

## Levensloop
Stroet studeerde in 1990 af aan de Toneelacademie Maastricht, datzelfde jaar in september maakte ze haar acteerdebuut in de korte film Viermaal mijn hart. In de jaren die volgden speelde ze mee in verschillende films, waaronder Total Loss, Of ik gek ben en Nr. 10.
Stroet maakte in januari 1993 haar debuut als televisieactrice in de TROS-serie Medisch Centrum West als het personage Maud Hartman. Hierna vertolkte Stroet meerdere bijrollen in verschillende televisieseries, waaronder Baantjer, Flikken Maastricht, Met één been in het graf en Van God Los.
Naast film en televisie is Stroet actief als theateractrice, ze speelde onder andere mee in de voorstellingen De burgermansbruiloft, Familie tot en Night and Day.

## Filmografie

### Film
- 1990: Viermaal mijn hart, als de maatschappelijk bewuste
- 1995: Bericht uit de bezemkast, als Vosje
- 1998: Temmink: The Ultimate Fight, als Milushka
- 2000: Total Loss, als zuster
- 2009: Juli, als moeder van Joshua
- 2014: Gameboy, als moeder van Thijs
- 2015: Charlotte98, als Janine
- 2015: Kamer aangeboden, als moeder van Kasper
- 2016: Meester Kikker, als student
- 2016: Of ik gek ben, als Greetje
- 2016: Tonio, als vroedvrouw
- 2017: The Persistence of Memory, als moeder
- 2021: Boys Feels: I Love Trouble, als moeder van Thijs
- 2021: Nr. 10, als Renate
- 2023: Genoeg, als Marie

### Televisie
- 1993: Medisch Centrum West, als Maud Hartman
- 1995: 20 Plus, als Chantal
- 1998: Baantjer, als Fabiëne Tersteeg
- 1998: Het jaar van de opvolging, als tv-omroepster
- 2003: Ernstige Delicten, als Kelly Visser
- 2004: Zes minuten, als Anne
- 2004: Baantjer, als Willemijn van Dijkman
- 2005: Meiden van De Wit, als Marianne
- 2005: Samen, als Annet Havinga-de Boer
- 2006: Met één been in het graf, als Dorien
- 2007: Spoorloos verdwenen, als Loes van Olffen
- 2008: De co-assistent, als Maud Lieftinck
- 2011: Mixed Up, als begeleidster
- 2011: Flikken Maastricht, als Karin van Rooyen
- 2012: Van God Los, als Mevrouw van der Sloot
- 2012: Moeder, ik wil bij de revue, als kassajuffrouw
- 2013: Moordvrouw, als Trudy Vaasen
- 2013-2015: Divorce, als advocate Ingrid
- 2013: Dokter Deen, als rechter
- 2015: Noord Zuid, als datingdame
- 2016: Tessa, als moeder van Andrea
- 2016: Danni Lowinski, als arts
- 2016: Centraal Medisch Centrum, als moeder van Tim
- 2017: Flikken Rotterdam, als Leonie Hogervorst
- 2018: Goede tijden, slechte tijden, als Petra Gieling
- 2021: Flikken Maastricht, als Maria van Dijk
- 2022: Zina, als Nienke
- 2022: Der Amsterdam Krimi, als moeder van Laila